# Saint-Maurice-sur-Mortagne
Saint-Maurice-sur-Mortagne é uma comuna francesa na região administrativa de Grande Leste, no departamento de Vosges. Estende-se por uma área de 6,78 km². Em 2010 a comuna tinha 185 habitantes (densidade: 27,3 hab./km²).